# Piętno (przystanek kolejowy)
Piętno − dawny kolejowy wąskotorowy przystanek osobowy w Piętnie, w Polsce, w województwie wielkopolskim, w powiecie tureckim, w gminie Tuliszków. Został zbudowany w latach 1914-1917 razem z linią do Turku. W lipcu 1991 roku został zamknięty dla ruchu pasażerskiego. Od czerwca 2002 roku jest używany w ruchu towarowym. Należy do Kaliskiej Kolei Dojazdowej. Obecnym jej operatorem jest Stowarzyszenie Kolejowych Przewozów Lokalnych